# 급
급(級)은 현대 무술과 다도, 꽃꽂이, 바둑, 쇼기, 학업 시험 및 기타 유사한 활동에서 다양한 등급, 수준 또는 숙련도를 지정하는 데 사용되는 용어이다. 경험, 북경어로는 학업 시험에 지(級, jí)라는 용어를 사용하며, 일본에서는 규(きゅう), 베트남 무술에서는 캅(cấp, khớp)이라고 한다.

## 같이 보기
- 단 (단계)
- 바둑의 단급제도
- 공수도